# As-Salamijja
As-Salamijja (arab. سلمية, As-Salamiyyah) – miasto w Syrii w prowincji Hama. Około 98 595 mieszkańców. Ośrodek przemysłowy.